# 王滨 (1958年)
王滨（1958年11月—），黑龙江哈尔滨人，男，中国金融人物，西南财经大学货币银行学硕士研究生，南开大学金融学系金融学专业在职博士研究生，曾任交通银行执行董事、副行长，中国太平保险集团董事长、党委书记（副部长级），中国人寿保险（集团）公司董事长、党委书记。

## 落马
2022年1月8日被查，是中共十九大以来第一个落马的保险业央企高管。媒体披露，在王滨落马前不久的2021年10月上旬，中央第十一巡视组进驻中国人寿集团，王滨表态称，要压实政治责任，全力支持配合中央巡视组工作。他在此之前的最后一次公开露面是2021年12月29日在上海出席中国人寿集团成员单位广发银行的全资子公司广银理财有限责任公司揭牌仪式。
2022年9月1日，中央纪委国家监委决定给予其开除党籍、开除公职处分；终止其党的十九大代表资格；收缴其违纪违法所得；将其涉嫌犯罪问题移送检察机关依法审查起诉，所涉财物一并移送。9月13日，最高人民检察院以涉嫌受贿罪、隐瞒境外存款罪对王滨作出逮捕决定。
2023年9月12日，山东省济南市中级人民法院一审以受贿罪（王滨被指直接或者通过其亲属非法收受财物共计折合人民币3.25亿余元）判处王滨死刑，缓期二年执行，剥夺政治权利终身，并处没收个人全部财产，在其死刑缓期执行二年期满依法减为无期徒刑后，终身监禁，不得减刑、假释。